# 1476
1476 (MCDLXXVI) a fost un an bisect al calendarului iulian, care a început într-o zi de luni.

## Evenimente
- 26 iulie: Bătălia de la Valea Albă (Războieni, Neamț). Bătălia între armata moldovenească sub comanda lui Ștefan cel Mare și armata invadatoare, mult superioară numeric, a Imperiului Otoman, condusă de sultanul Mehmed al II-lea, are ca rezultat înfrângerea armatei lui Ștefan cel Mare.

### Nedatate
- Cristofor Columb pleacă în prima sa călătorie spre Insula Chios.

## Nașteri
- 11 septembrie: Louise de Savoia, mama regelui Francisc I al Franței, regentă a Franței (d. 1531)

## Decese
- 14 decembrie: Vlad Țepeș, 45 ani, domnitor al Țării Românești (n. 1431)
- 26 decembrie: Galeazzo Maria Sforza, 32 ani, duce de Milano (n. 1444)